# Waldemar Kasprzak
Waldemar Kasprzak (ur. 6 stycznia 1964) – polski siatkarz, mistrz Polski (1985, 1987) i RFN (1990), reprezentant Polski.

## Kariera sportowa
Był zawodnikiem Stali Stocznia Szczecin, w barwach której debiutował w ekstraklasie w sezonie 1981/1982. Ze szczecińskim zespołem sięgnął po mistrzostwo Polski w 1985 i 1987, wicemistrzostwo w 1984, 1986 i 1988 oraz brązowy medal mistrzostw Polski w 1989. Został też uznany najlepszym zawodnikiem sezonu 1987/1988. Od 1989 występował w Niemczech, w TSV Leverkusen (1989–1991), zdobywając mistrzostwo RFN w 1990, Bayer Wuppertal (1991/1992), Moerser SC (1992–1994), SCC Berlin (1994–1997), Eintracht Mendig (1998–2000), TSV 1848 Bad Saulgau. Od 2004 pracuje w tym ostatnim klubie jako grający trener.
W reprezentacji Polski debiutował 8 marca 1984 w towarzyskim spotkaniu z Rumunią. Wystąpił m.in. na mistrzostwach Europy w 1985 (4. miejsce) i 1989 (7. miejsce), mistrzostwach świata w 1986 (9. miejsce) oraz Igrzyskach Dobrej Woli w 1986. Ostatni raz w biało-czerwonych barwach wystąpił 31 stycznia 1990 w meczu kwalifikacji do mistrzostw świata z RFN. Łącznie w reprezentacji wystąpił w 201 spotkaniach, w tym 175 oficjalnych.